# Хьюбел, Дэвид
Дэ́вид Ха́нтер Хью́бел (англ. David Hunter Hubel; 27 февраля 1926, Уинсор — 22 сентября 2013, Линкольн, штат Массачусетс) — канадский и американский нейрофизиолог, лауреат Нобелевской премии по физиологии или медицине 1981 год «За открытия, касающиеся принципов переработки информации в нейронных структурах».
Член Национальной академии наук США (1971), иностранный член Лондонского королевского общества (1982).

## Биография
Родился в Уинсоре (провинция Онтарио) в семье из Детройта, переселившейся в 1929 году в Монреаль. Его отец, Джесси Хьюбел (Jesse H. Hubel), был инженером-химиком; мать, Эльзи Хантер (Elsie M. Hunter Hubel), — домохозяйкой. Его дед, выходец из Баварии Фредерик Хьюбел (Frederick A. Hubel), также был химиком, одним из изобретателей желатиновых капсул и метода их нарезки для фармацевтической промышленности. Учился в Strathcona Academy в Отремоне (1932—1944), затем в Университете Макгилла. С 1954 года жил в США.

## Научная деятельность
Дэвид Хьюбел и Торстен Визель используя технику регистрации отдельных единиц (клеток нейронов) исследовали реакцию индивидуальных нейронов зрительный зоны коры головного мозга. Эксперимент позволил определить связь определённых нейронов зрительной зоны коры головного мозга с определённым местом зрительного поля. Это показывает, что индивидуальные нейроны зрительной коры отвечают за стимулы отражаемые определённой рецепторной зоной, в данном эксперименте определённой зоной сетчатки глаза
Большая часть индивидуальных клеток зрительной коры — детекторы признака — проявляют активность при воздействии на рецепторы таких стимулов расположенных в определённой области рецепторной зоны сетчатки глаза, как определённым образом ориентированные линейные сегменты, толщина линейных сегментов, конфигурация границы светлого-темного. Входом для клеток — детекторов признака являются нейроны таламуса. Нейроны — детекторы признаков соответствующие, например, определённой ориентации линейного сегмента в определённой области зрительного поля, являются входом для комплексных нейронов. В зрительной коре можно выделить иерархические структуры нейронов, в которые объединены: нейроны — детекторы признаков, комплексные нейроны и гиперкомплексные нейроны. Реакция на сложные комплексные стимулы требует перехода на более высокий уровень нейронов зрительной коры от детекторов к комплексным и далее гиперкомплексным нейронам. Гиперкомплексные нейроны реагируют на специфические, определённые для каждого гиперкомплексного нейрона, сложные фигуры независимо от их расположения в зрительном поле.
В своей нобелевской речи Хьюбел описал эксперимент, в ходе которого были открыты различные рецептивные поля первичной зрительной коры:
«Наше первое настоящее открытие случилось совершено неожиданно. На протяжении двух или трёх часов у нас ничего не получалось. Затем постепенно мы начали различать какие-то смутные и непостоянные ответы при стимуляции где-то на границе между центром и периферией сетчатки. Мы как раз вставляли слайд на стекле в виде тёмного пятна в разъём офтальмоскопа, когда внезапно, через аудиомонитор, клетка зарядила как пулемёт. Спустя некоторое время, после небольшой паники, мы выяснили, что же случилось. Конечно, сигнал не имел никакого отношения к тёмному пятну. Во время того, как мы вставляли слайд на стекле, его край отбрасывал на сетчатку слабую, но чёткую тень, в виде прямой тёмной линии на светлом фоне. Это было именно то, чего хотела клетка, и, более того, она хотела, чтобы эта линия имела строго определённую ориентацию. Это было неслыханно. Сейчас даже трудно подумать и представить себе, насколько далеко мы были от какой-либо идеи относительно того, какую роль могут играть клетки коры в обычной жизни животного».
Написал книгу Хьюбел Д, Глаз, мозг, зрение, Мир 1990.

## Награды
- 1972 — Премия Розенстила
- 1978 — Премия Луизы Гросс Хорвиц
- 1979 — Мемориальные лекции Вейцмана
- 1980 — Премия Диксона
- 1981 — Нобелевская премия по физиологии или медицине
- 1993 — Премия Ральфа Джерарда[нем.]
- 1996 — Шрёдингеровская лекция (Имперский колледж Лондона)
- 2006 — Введён в Канадский зал медицинской славы[англ.][11]